# فرودگاه آبی دریاچه رنفرو-هردز
فرودگاه آبی دریاچه رنفرو-هردز (به انگلیسی: Renfrew/Hurds Lake Water Aerodrome) یک فرودگاه خصوصی است که یک باند فرود آب دارد. این فرودگاه در کشور کانادا قرار دارد و در ارتفاع ۱۸۵ متری از سطح دریا واقع شده است.